# ISO 3166-2:BQ
ISO 3166-2:BQ és el subconjunt per a Bonaire, Sint Eustatius i Saba de l'estàndard ISO 3166-2, publicat per l'Organització Internacional per Estandardització (ISO) que defineix els codis de les principals subdivisions administratives.
Actualment l'estàndard ISO 3166-2 per a Bonaire, Sint Eustatius i Saba està definit per 3 municipis especials.
Cada codi es compon de dues parts, separades per un guió. La primera part és BQ, el codi ISO 3166-1 alfa-2 per a Bonaire, Sint Eustatius i Saba. La segona part són dues lletres.
Cada un dels municipis especials també té assignat el seu propi codi ISO dins del subconjunt per als Països Baixos.

## Codis actuals
Els noms de les subdivisions estan llistades segons l'ISO 3166-2 publicat per la "ISO 3166 Maintenance Agency" (ISO 3166/MA).
| Codi  | Nom de la subdivisió (ca), (nl) | Nom de la subdivisió (pap) | Codi dins del subconjunt per als Països Baixos |
| ----- | ------------------------------- | -------------------------- | ---------------------------------------------- |
| BQ-BO | Bonaire                         | Boneiru                    | NL-BQ1                                         |
| BQ-SA | Saba                            | Saba                       | NL-BQ2                                         |
| BQ-SE | Sint Eustatius                  | Sint Eustatius             | NL-BQ3                                         |